# The Best Samba... Ever!
The Best Samba... Ever! – piąta część czteropłytowych albumów kompilacyjnych z serii The Best... Ever! wydawanych przez wytwórnię EMI.
Składanka ukazała się na rynku 28 sierpnia 2006 roku. Na krążkach znalazły się utwory zachowane w stylu latynoamerykańskim.
Album w Polsce uzyskał status platynowej płyty.

## Lista utworów
Na czterech płytach znalazły się następujące utwory:

### CD 1
1. Elza Soares – „Mas Que Nada”
2. The Gimmicks – „Roda”
3. Marcos Valle – „Pepino Beach”
4. Joe Loss and His Orchestra – „Tequila”
5. Golden Boys – „Se você quiser mas sem bronquear”
6. Bebeto – „Flamengao”
7. Dean Martin – „Cha cha d’amour”
8. Eduardo Araujo – „Rua Maluca”
9. Jackson Do Pandeiro – „Sebastiana”
10. Martinho Da Vila – „Canta, canta, minha gente”
11. Mandrake Som – „Berimbau”
12. Alaide Costa – „Catavento”
13. Wilson Das Neves E Seu Conjunto – „Brazzaville”
14. Wando – „Nega de obaluae”
15. Sergent Garcia – „Dulce con Chile”

### CD 2
1. Sergent Garcia – „Si yo llego, yo llego”
2. Bazeado – „Bazeado”
3. Elza Soares – „Chove chuva”
4. Agora E Samba – „Tie”
5. Clarao Da Lua – „Selepentacao”
6. Tânia Maria – „Madalena”
7. Airto Moreira – „It’s Time for Carnival”
8. Verde Amarelo – „Vibrando com a selecao”
9. Conjunto Sal Da Terra – „Dingue li bangue”
10. Pontela – „Pai bene, queimou o pe”
11. Caetane Veloso – „E hoje”
12. Nelsinho and His Orchestra – „Ritmo”
13. Legendarios Do Brasil – „Viva Brasil (Ne Na Na)”
14. Monsueto – „Bateria e Solo de Percussão”

### CD 3
1. Sinéad O’Connor – „How Insensitive”
2. Everything But The Girl – „Corcovado (Quiet Nights of Quiet Stars)”
3. Ive Mendes – „Night Night (Craigie Remix)”
4. Doris Monteiro – „De noite, na cama”
5. Clara Nunes – „Tristeza pe no chao”
6. Edu Lobo – „Viola fora de moda”
7. Eliana Pittman – „Vou pular neste carnaval”
8. Joao Donato – „A ra”
9. Luiz Melodia – „Ser boemio”
10. Jurema – „Quisera ser eu”
11. Leila Pinheiro – „A primeira vez”
12. Lo Borges – „Tudo que você podia ser.”
13. Nana Caymmi – „Novo amor”
14. Willie Bobo – „Trinidad”
15. Wilson Moreira i Nei Lopes – „Samba do iraja”/„Nao foi ela”
16. Orlandivo – „Tamanco no samba”

### CD 4
1. Martinho Da Vila – „Disritmia”
2. Astrud Gilberto, Joao Gilberto i Stan Getz – „The Girl from Ipanema”
3. Dick Farnay E Claudette Soares – „Voce”
4. Marlene – „Brigas, nunca mais”
5. Pery Ribeiro – „O barquinho”
6. Legendarios Do Brasil – „Pais tropical”
7. Silwia Telles – „So em teus bracos”
8. Eliane Elias – „An Up Dawn”
9. Djavan – „Samba dobrado”
10. Simone – „To voltando”
11. Joyce E Gilson Peranzzetta – „A felicidade”
12. Elis Regina i Adoniran Barbosa – „Tiro ao alvaro”
13. Wilson Simonal – „Telefone”
14. Meja – „Agua de beber”
15. Leila Pinheiro – „Chega de saudade”